# Nhà Keret
Nhà Keret là một công trình kiến trúc, xây dựng tại thủ đô Warszawa của Ba Lan, được thiết kế bởi kiến trúc sư Jakub Szczęsnycủa hãng Centrala. Ngôi nhà gồm 2 tầng, được gọi theo tên nhà văn, viết kịch bản, sản xuất phim và truyền hình người Ba Lan - Israel Etgar Keret, là người đầu tiên thuê tòa nhà. Keret dự định cho một người đồng nghiệp căn nhà này khi ông dời đi. Tòa nhà có kích thước 92 xentimét (3,02 ft) tại nơi hẹp nhất và 152 xentimét (4,99 ft) tại nơi rộng nhất.

## Kiến trúc
Các cấu trúc bằng sắt có hai tầng, và có một phòng ngủ, một bếp, một phòng tắm và một phòng sinh hoạt. Nó có hai cửa sổ không mở, ánh sáng mặt trời cũng xuyên qua tấm kính mờ tạo nên các bức tường. Toàn bộ nội thất được sơn màu trắng và điện của tòa nhà được lấy từ một tòa nhà lân cận. Ngôi nhà có nước tùy chỉnh và công nghệ xử lý nước thải và không được kết nối với hệ thống cấp nước thành phố. Do kích thước nhỏ của nó, tòa nhà chỉ có duy nhất một tủ lạnh nhỏ với 2 ngăn chứa nước giải khát, một cái thang để đi lại giữa các tầng. Lối vào qua cầu thang có thể thu vào, khi đóng cửa, trở thành khu vực sinh hoạt.
Việc xây dựng nhà Keret được Tòa thị chính Warsaw và Quỹ Nghệ thuật Ba Lan hiện đại ủng hộ. Ngôi nhà được phân loại như là một thứ "nghệ thuật sắp đặt" bởi vì nó không đáp ứng tiêu chuẩn xây dựng Ba Lan, mặc dù nó đang được sử dụng như một nơi cư trú.

## Khu vực
Nhà Keret nằm lọt khe giữa 2 tòa nhà số 22 phố Chłodna và số 74 phố Żelazna, quận Wola ở phía tây của Warszawa, Ba Lan.

## Sinh sống

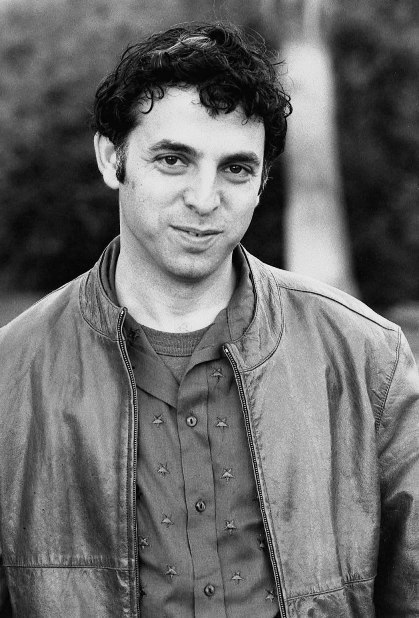
Etgar Keret năm 2005

Cư dân sinh sống tại căn nhà này đầu tiên là Etgar Keret. Etgar Keret sinh 1967 tại Ramat Gan, Quận Tel Aviv, Israel, có bố mẹ là người Ba Lan. Etgar Keret là một nhà văn (truyện ngắn, truyện tranh) và viết kịch bản phim (màn ảnh rộng và truyền hình.